# 利托米什爾 (明尼蘇達州)
利托米什爾（英語：Litomysl）是位於美國明尼蘇達州斯蒂爾縣薩默塞特鎮區的一個非建制地區。

## 地理
利托米什爾所處的海拔為高於海平面388米（即1273英呎），而該地所採用的時區為UTC-6，即北美中部時區（CST）。同時該地設有夏令時間，為UTC-6調快一小時，即UTC-5（CDT）。